# La ilusión cómica
La ilusión cómica es una obra de teatro en cinco actos escrita por Pierre Corneille en 1635, estrenada en el Théatre du Marais en 1636 y publicada en 1639.

## Introducción

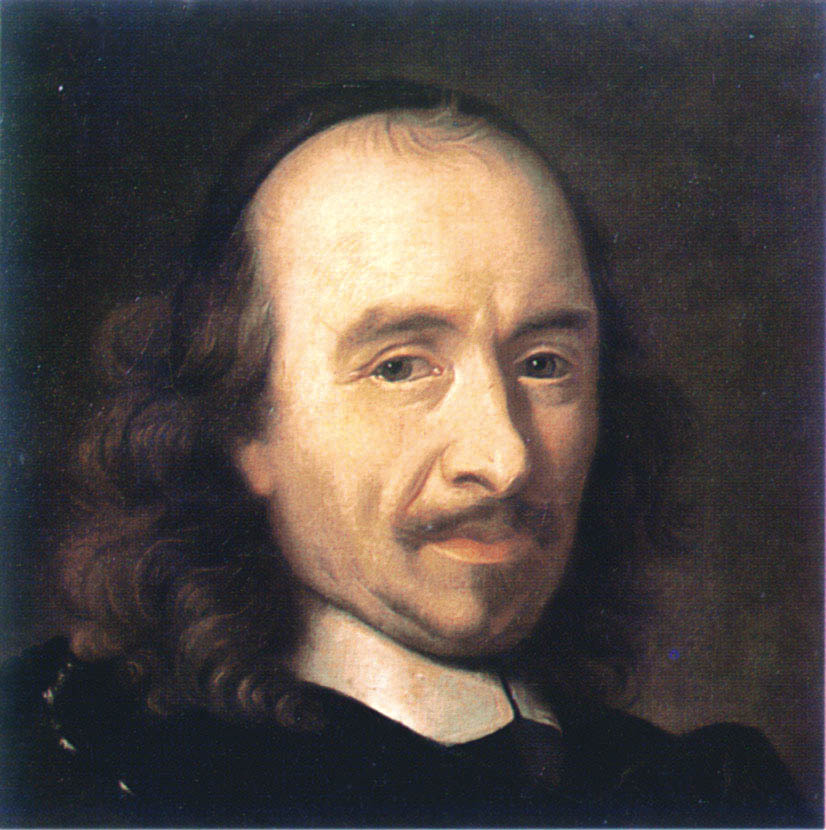
Pierre Corneille.

Esta obra, escrita por Corneille a los 29 años, es la octava en su repertorio. Anteriormente había escrito tanto tragedias como comedias. La ilusión cómica representa un cambio en la carrera literaria de su autor, puesto que será la última obra no trágica que escriba. La obra se presenta como la culminación de un aprendizaje y en ella el autor muestra su virtuosismo literario en todo su apogeo, ya que en ella, Corneille condensa todos los géneros teatrales:: "El primer acto sólo es un prólogo" que se inspira de la pastoral. "Los tres siguientes forman una comedia imperfecta" con su personaje de farsa, Matamore. Esta "comedia imperfecta" evoluciona hacia una tragicomedia con esos episodios de rivalidad, encarcelamiento y muerte. "El último es una tragedia, y cosiendo todo ello tenemos una comedia". La ilusión cómica resume pues todo el universo teatral; con ella Corneille demuestra cómo domina todos los géneros teatrales.

## Resumen
- Acto I: El primer acto se inicia a la entrada de una cueva en la que se presentan dos personajes: Pridamante, un padre afligido debido a la desaparición de Clindor, su hijo y Dorante a quien explica las posibles causas de esa desaparición. Dorante quiere presentarle a un mago que piensa le puede ayudar. Este mago, Alcandre, adivina inmediatamente el motivo de la visita de Pridamante y le informa de que podrá conseguir que vea a su hijo mediante un encantamiento. Antes, pide a Dorante que se vaya. Una vez se ha marchado Dorante, Alcandre empieza a contar a Pridamante que su hijo ha vivido como un truhan desde que huyó y que está al servicio de un noble en la región de Burdeos.
- Acto II: Al principio del segundo acto, Alcandre y Pridamante contemplan el encantamiento del mago, gracias al cual pueden ver a los dos "vanos fantasmas" que representan a Clindor y a su señor Matamore. Clindor escucha con agrado cómo Matamore se jacta de una serie de hazañas de dudosa credibilidad mientras esperan la llegada de Isabel, que aparece acompañada de su pretendiente oficial. A su llegada, Matamore se escabulle. Isabel se zafa de Adraste, lo que no impide que este acuda a pedir la mano de ésta a su padre. Tras su marcha, Matamore y Clindor vuelven a aparecer y el señor aprovecha para volver a jactarse de sus hazañas. En ese momento llega un paje que le busca para que vaya a ocuparse de sus pretendidos asuntos galantes. Cuando se encuentra sola con Clindor, Isabel le reafirma su amor, antes de escaparse al regresar Adraste. El pretendiente adivina la rivalidad de Clindor y lo amenaza, pero este contesta con orgullo y nobleza. Lysa, la criada de Isabel, propone a Adraste ayuda para que este consiga sorprender a los dos amantes. Una vez a solas, Lysa se alegra de poder hacer pagar a Clindor su inclinación por Isabel. Los dos "espectadores", Alcandre y Pridamante se vuelven a encontrar solos en escena y el mago trata de tranquilizar al padre de Clindor sobre el futuro de su hijo.
- Acto III: Empieza con reproches de Geronte hacia su hija, que rechaza a Adraste como esposo. Una vez a solas, Geronte afirma su convicción de llegar a convencer a su hija. Luego echa a Matamore, que se había presentado ante él para fanfarronear. A distancia Matamore amenaza al anciano antes de huir al creer oír a los criados de Geronte. Pero entonces aparece Lysa, y Clindor la corteja, diciéndole que sólo prefiere a Isabel por su fortuna. A solas Lysa duda, pero luego se deja llevar por el odio. Matamore vuelve solo a escena, temblando de miedo. Se esconde cuando llegan Isabel y Clindor. Hay una conversación entre los amantes que hace que Matamore salga de su escondite. Clindor convence a su señor y consigue que este le "ceda" a Isabel. Isabel y Clindor dan las gracias a Matamore. Quieren besarse cuando llega Adraste con Geronte y sus criados. Matamore huye, Clindor se ve obligado a ceder. Una vez más, sólo quedan en escena Pridamante y Alcandre. El padre cree que su hijo ha muerto, pero Alcandre le tranquiliza.
- Acto IV: Se inicia con el monólogo trágico de Isabel: Adraste ha muerto, Clindor está herido y ha sido condenado a muerte. Isabel jura que no le sobrevivirá. Llega Lysa, que tras burlarse de ella acaba tranquilizándola: Isabel y Clindor podrán huir esa misma noche, junto a Lysa y el carcelero, al que ha seducido. Isabel va a preparar sus cosas. Lysa se lamenta, no odiaba tanto a CLindor como para desearle la muerte. Isabel encuentra a Matamore, oculto desde hacía varios días. Se burla de él con Lysa y luego lo echan amenazándolo con los criados. Bromean sobre el asunto. El carcelero llega y anuncia que todo está listo. Monólogo de Clindor en la cárcel. Trata de alejar de su mente la idea de la muerte pensando en Isabel. El carcelero, Lysa e Isabel entran en la celda y lo liberan. Huyen los cuatro. Alcandre vuelve a tranquilizar a Pridamante y le predice la "alta fortuna" que espera a su hijo y a sus compañeros.
- Acto V: Alcandre pide a Pridamante que se mantenga apartado a pesar de su sorpresa, cuando llegan los jóvenes héroes, completamente cambiados. Por la noche, en le jardín de un palacio, Isabel aparece vestida de princesa, y cuenta a Lysa que su "pérfido esposo" se ha citado con la princesa Rosina. Llega Clindor, toma a Isabel por Rosina y le declara su amor. Su mujer se descubre y le reprocha sus infidelidades, recordándole que dejó todo por seguirle. Clindor le confirma su amor a la vez que hace un encendido elogio de la infidelidad. Ante las amenazas de suicidio de Isabel, renuncia a Rosina. Ésta llega, a la vez que Isabel se esconde. Clindor no sigue sus insinuaciones galantes. Pero entonces llegan los esbirros del príncipe Florilame, quienes matan a Rosina y a Clindor. Isabel es conducida junto al príncipe, quien está en realidad enamnorado de ella. Pridamante se desmorona ante los sarcasmos de Alcandre, quien acaba mostrándole a su hijo y a los demás personajes, vivos y repartiéndose el dinero. Clindor y sus amigos son actores y acaban de interpretar el último acto de una tragedia. La obra acaba con una apología del teatro y de la profesión de cómico hecha por Alcandre a Pridamante, para que acepte la buena elección de su hijo.

## La obra

### Estructura
La ilusión cómica aborda el tema del teatro en el teatro y tiene múltiples niveles de representación: 
- El primer nivel es el de la obra completa con sus intrigas y desenlaces. 
- El segundo es el de la escena entre Alcandre y Pridamante, personajes y espectadores de cuanto se desarrolla ante ellos.
- El tercero es el de los jóvenes, Clindor e Isabel, y de sus aventuras.
- El cuarto y último es el de la obra de teatro interpretada por los jóvenes.
La compleja estructura de la obra, basada en sucesivos encastramientos (teatro en el teatro) y en un juego de apariencias equívocas (presunta muerte de Clindor), tiene como objetivo desorientar al espectador. El juego de las ilusiones se inscribe dentro de la idea barroca de que la vida es un teatro y vemos en esta obra el modo en el que Corneille explota esta idea al confundir la vida auténtica de Clindor y el papel que interpreta. El disfraz o el cambio de identidad son otras tantas señales de la impregnación barroca en esta obra. La cueva puedet interpretarse como una metáfora del teatro.
El relato lineal se rompe a veces con digresiones entrecruzadas que a veces quedan inconclusas. La historia principal se completa con tramas secundarias. Esta inestabilidad llega a su culmen al final de la obra, cuando ni Pridamante ni el espectador son capaces de diferenciar la realidad de la ficción.

### El clasicismo. Lastres unidades
Aparentemente Corneille transgrede en esta obra las tres unidades clásicas: 
- el encadenamiento de intrigas rompe la unidad de acción ;
- entre el final del Acto IV y el principio del Acto V transcurren dos años, lo que rompe la unidad de tiempo;
- también se rompe la unidad de lugar, ya que el Acto I sae inicia en una cueva en Turena, y los tres actos siguientes se desarrollan en Burdeos, mientras el último tiene lugar en París.

Podría parecer que Corneille se aleja de los preceptos clásicos, que preconizan una única trama, desarrollada en una sola jornada en un espacio interior, pero Corneille salva esa aparente transgresión (que le hubiese costado el rechazo de los puristas) haciendo que todos los hechos se desarrollen en la cueva en unas pocas horas.
A pesar de que la obra sea principalmente heredera del teatro barroco, algunas de sus escenas están muy marcadas por el tinte trágico que nos permite adivinar las grandes tragedias que escribirá Corneille a continuación. A pesar de la frivolidad de las intrigas amorosas, encontramos varias veces el tema de la muerte. En primer lugar, por supuesto, hay que contar con la falsa muerte de Clindor, que durante unos instantes sumerge la obra en una atmósfera trágica. Este hecho hace experimentar al espectador sentimientos de horror y compasión, que se encarnan en el personaje de Pridamante. Cuando recordamos que esas son, según Aristóteles, las dos grandes emociones teatrales podemos adivinar que este episodio tiene la semilla del clasicismo. Sin embargo, las escenas más claras a este respecto son los monólogos de Isabel y Clindor en el Acto IV. Desesperada por el "inicuo juicio" que condena a "un pobre desconocido" a causa de su "legítimo amor", Isabel se plantea, cual heroína clásica su propia muerte y declara: "Quiero perder la vida al perder a mi amor". Pero no se conforma con intentar seguir a Clindor en la muerte, espera que su muerte cause la desesperación de un "inhumano padre". Por su parte, Clindor purga sus pasadas frivolidades alcanzando el grado de héroe trágico durante su monólogo. Apela a los recuerdos de Isabel para superar la prueba de la muerte y de ese modo se transforma: "¡Muero demasiado glorioso, puesto que por vos muero!". Durante un instante, parece recaer en el miedo a la muerte y en la desesperación ("el miedo a la muerte me ha hecho ya morir"). Vive su futura muerte, pero otra vez la imagen de Isabel le borra la macabra visión. El amor le permite superar la idea y el miedo a la muerte.